# 第9届上海电视节白玉兰奖
第九届上海电视节白玉兰奖颁奖典礼暨闭幕式于2002年6月13日晚在上海东方电视台演播剧场举行，由曹可凡、董卿主持。本届白玉兰奖国际电视节目评奖共收到来自32个国家和地区的313部参赛节目。

## 获奖名单

### 最佳电视剧
| 獲獎者          | 頒獎嘉賓 |
| --------------- | -------- |
| 《罪人》( 英国) | 余秋雨   |

### 最佳导演
| 獲獎者                     | 頒獎嘉賓 |
| -------------------------- | -------- |
| 艾林斯·瓦什《罪人》( 英国) | 唐季礼   |

### 最佳男演员
| 獲獎者               | 頒獎嘉賓 |
| -------------------- | -------- |
| 伊藤淳史《尚未成年》 | 萧蔷     |

### 最佳女演员
- 安妮·玛莉·多夫《罪人》

### 最佳编剧
- 里奇·米克利《罪人》( 英国)

### 最佳技术
- 《罪人》( 英国)

### 最佳人文类纪录片
- 《三峡移民》（ 中国）

### 最佳人文类纪录片创意
- 《貌合神离》（ 以色列）

### 最佳人文类纪录片摄影
- 郑永志《三峡移民》（ 中国）

### 最佳自然类纪录片
- 《诡异自然：绝妙运动》（ 英国）

### 最佳自然类纪录片创意
- 《诡异自然：绝妙运动》（ 英国）

### 最佳自然类纪录片摄影
- 亚当·拉维奇《长牙巨兽》（ 美国）

### 评委会特别奖

#### 电视剧
- 《冬日细语》（ 中国）
- 《尚未成年》（ 日本）

#### 自然类纪录片
- 《空中猎手》（ 美国）

#### 人文类纪录片
- 《干妈》（ 中国）